# Colonie familiale d'Ainay-le-Château
Le centre hospitalier spécialisé d'Ainay-le-Château, connu historiquement comme la colonie familiale d'Ainay-le-Château, est une institution de soin psychiatrique dénommée d'après Ainay-le-Château, la commune de l'Allier dans laquelle elle se situe.
Elle est particulièrement connue pour organiser de longue date la pratique de l'accueil familial thérapeutique.

## Structure
Le centre est organisé autour de deux services, l'unité de soin de longue durée, et le service organisant l'accueil familial thérapeutique. Pour ce dernier, bien que le centre desserve le secteur du nord-ouest de l'Allier, l'admission est nationale.

## Histoire
La colonie a été fondée à l'origine en 1898 comme annexe de la colonie familiale de Dun-sur-Auron voisine, qui accueillait déjà des patientes psychiatriques issues des asiles parisiens depuis 1892,,.
Elle devient un établissement pleinement autonome à partir de 1900, devenant pour les patients masculins le pendant de la colonie de Dun, théoriquement destinée aux femmes.
Le premier directeur de la colonie d'Ainay-le-Château est le docteur Salomon Lwoff,, médecin-chef des asiles de la Seine alors installé dans la commune où naîtra son fils André Lwoff.
De la même manière qu'à Dun, de nombreuses familles se portent volontaires pour accueillir des patients, la région étant à l'époque en proie à une crise économique. Le système de la colonie familiale acquiert rapidement une importance économique élevée pour la région d'Ainay-le-Château.
De 1936 à 1943 la colonie est dirigée par le docteur Paul Sivadon. En 1939, 885 patients sont accueillis au sein de 481 familles.
Durant la deuxième guerre mondiale, deux patients de la colonie, Robert Tabouret et Maurice Rolland sont tués par les troupes allemandes,.
Dans les années 1950, la colonie double de taille, passant de 500 à 1000 patients en quelques années.
En 1964, le nombre de patient atteint les 1200.
À partir de la réforme de l'accueil familial au début des années 1990, les "nourriciers" accueillant les patients sont désormais plus encadrés et professionnalisés. L'accueil familial est désormais reconnu comme un métier ouvrant par exemple droits à la retraite, mais la contrepartie de ce changement est la nécessité d'obtenir un agrément pour l'exercer et un encadrement plus strict des conditions d'accueil afin de protéger les patients contre le mal-logement : le nombre de places d'accueil à Ainay-le-Château diminue alors drastiquement : lors de la campagne de mise en place de cette politique en 1992, sur 911 lits, seuls 55 obtiennent un agrément immédiat et 211 l'obtiennent sous réserve de promesses d'améliorations, tandis que 95 sont fermés immédiatement.
À la fin des années 2000, le nombre de patients en accueil familial est de 380, et en 2018, de 317.